# Наратайское сельское поселение (Братский район)
Наратайское сельское поселение или Наратайское муниципальное образование — муниципальное образование со статусом сельского поселения в
Братском районе Иркутской области России.
Административный центр и единственный населённый пункт — село Наратай.
Образован в 1960 году как Приморский сельсовет.
Правопреемник Наратайского сельсовета, Наратаевской сельской администрации.

## История
В 1960 году из состава Кежемского сельсовета выделен Приморский сельсовет с центром в посёлке Нижний. В 1967 году центр сельсовета перенесен в посёлок Наратай, сельсовет переименован в Наратайский. Постановлением губернатора Иркутской области от 23 июля 1998 года № 494-п посёлок Нижний исключен из учётных данных.

## Население
| 2010 | 2011 | 2012 | 2013 | 2014 | 2015 | 2016 |
| ---- | ---- | ---- | ---- | ---- | ---- | ---- |
| 450  | ↘448 | ↘432 | ↘421 | ↗428 | ↗430 | ↘420 |
| 2017 |      |      |      |      |      |      |
| ↘381 |      |      |      |      |      |      |

По результатам Всероссийской переписи населения 2010 года
численность населения муниципального образования составила 450 человек, в том числе 228 мужчины и 222 женщины.